# Comté de Madison (Tennessee)
Pour les articles homonymes, voir Comté de Madison.
Le comté de Madison est un comté de l'État du Tennessee, aux États-Unis.